# Protium kleinii
Protium kleinii är en tvåhjärtbladig växtart som beskrevs av José Cuatrecasas. Protium kleinii ingår i släktet Protium och familjen Burseraceae. Inga underarter finns listade i Catalogue of Life.